# Salsola unjabica
Salsola unjabica är en amarantväxtart som beskrevs av Viktor Petrovitj Botjantsev. Salsola unjabica ingår i släktet sodaörter, och familjen amarantväxter. Inga underarter finns listade i Catalogue of Life.